# Strand Fesztivál

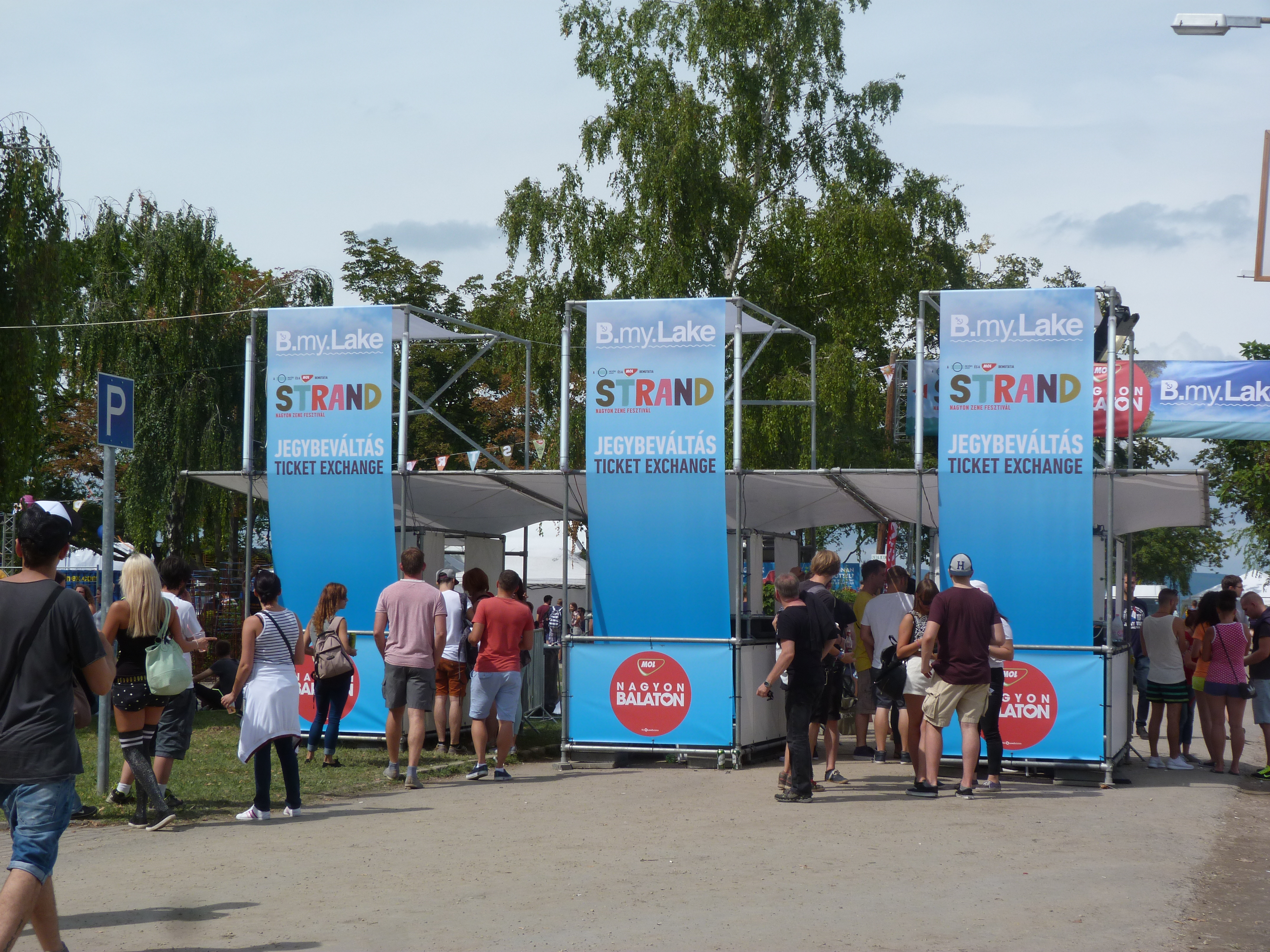
Strand Fesztivál

A Strand Fesztivál 2013 óta nyaranta Zamárdiban, a Nagystrandon megrendezett fesztivál.

## Története
2013
Magashegyi Underground, Punnany Massif, Irie trió, Intim Torna Illegál, Subscribe, HS7,  SupernemKiscsillag Nouvelle Vague, Sena, PASO, Quimby 
2015

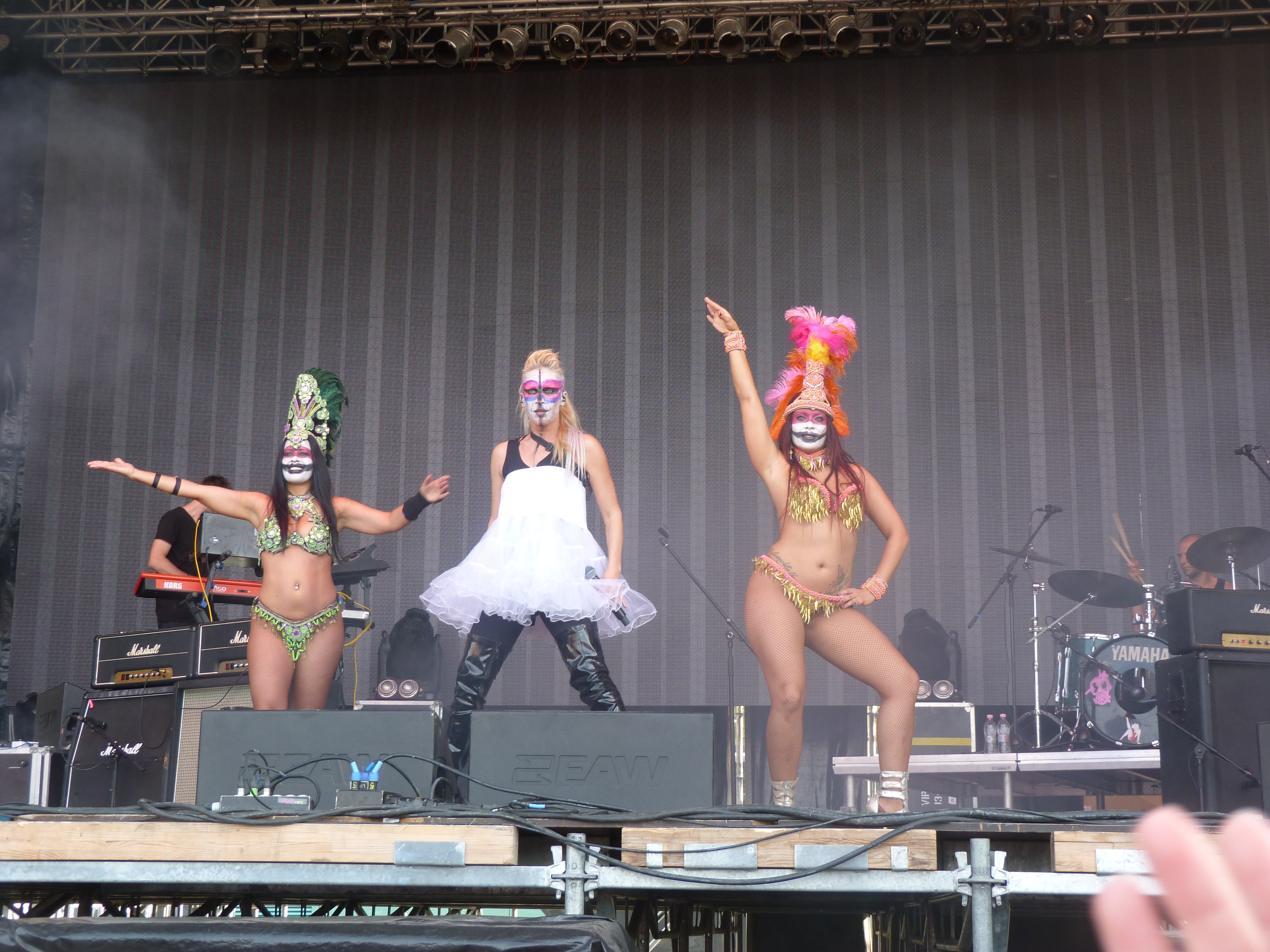
Anna and the Barbies

Simple Plan, Steve Aoki, All Time Low, New Found Glory
2018
Thirty Seconds to Mars, Rag’n’Bone Man, Ákos, Tankcsapda, Halott Pénz, Wellhello, BRAINS, Supernem OFFICIAL, Blahalouisiana, Majka és Curtis, Irie Maffia, Kowalsky meg a Vega, DENIZ, OCHO MACHO, Quimby, Ivan & The Parazol, Margaret Island, Vad Fruttik, Hősök, Magashegyi Underground, Honeybeast, Intim Torna Illegál, Apey & the Pea, Antonia Vai, NB, Soulwave, JETLAG, ByeAlex és a Slepp, Amigod, Belau
2019
126 ezren látogattak el Zamárdiba, fellépett a Bastille, Jason Derulo, Anne-Marie, Dimitri Vegas & Like Mike, John Newman, Steve Aoki és több száz magyarországi együttes.